# Tullio Lanese
Tullio Lanese (Messina, 10 de janeiro de 1947 – Messina, 1 de março de 2025) foi um árbitro de futebol italiano que participou dos Jogos Olímpicos de 1988, da Copa do Mundo de 1990 e da Eurocopa de 1992. Foi também presidente da Associação de Árbitros de Futebol da Itália entre 2000 e 2006. Fora dos gramados, trabalhava como policial.

## Carreira
Nascido em Messina, Lanese iniciou a carreira em 1965, apitando em campeonatos regionais. Tornou-se um dos principais árbitros do Campeonato Italiano nas décadas de 1970 e 1980, apitando jogos da Série B entre 1975 e 1976 e atuou por 15 anos na Série A, tendo participado de 12 clássicos. Ele ainda foi o árbitro de duas finais da Copa da Itália e da Supercopa da Itália de 1991. Em nível continental, apitou a final da Taça dos Clubes Campeões Europeus de 1990–91 entre Estrela Vermelha e Olympique de Marseille, disputada em Bari.
Tornou-se árbitro da FIFA em 1985, apitando uma partida entre Coreia do Sul e União Soviética nos Jogos Olímpicos de 1988.
Na Copa de 1990, disputada na Itália, Lanese apitou três partidas (Brasil 2–1 Suécia e Uruguai 1–0 Coreia do Sul, ambas na fase de grupos, e Camarões 2–1 Colômbia, pelas oitavas-de-final). Com a eliminação da Seleção Italiana, Lanese era cotado para apitar a decisão entre Alemanha Ocidental e Argentina, mas o mexicano Edgardo Codesal terminaria sendo o escolhido. Seu último jogo como árbitro da FIFA foi a semifinal entre Suécia e Alemanha, pela semifinal da Eurocopa de 1992. Seguiu apitando jogos da Série C italiana entre 1994 e 1998, quando encerrou a carreira aos 51 anos.

## Presidente da Associação de Árbitros de Futebol da Itália
Em novembro de 2000, Lanese assumiu a presidência da Associação de Árbitros de Futebol da Itália, sendo o primeiro a exercer o cargo após a reforma democrática — até então, os presidentes eram nomeados pelos órgãos federais.

## Envolvimento noCalciopoli
Em maio de 2006, renunciou à presidência da Associação de Árbitros de Futebol depois de seu envolvimento no escândalo de manipulação de resultados da Série A, sendo inicialmente condenado a dois anos e seis meses de suspensão, punição diminuída para um ano após decisão da Câmara de Conciliação e Arbitragem do Comitê Olímpico Nacional Italiano.
No ponto de vista criminal, o Ministério Público de Nápoles pediu que Lanese fosse acusado de associação criminosa com vista à fraude esportiva, e o julgamento terminou com uma pena de dois anos de prisão em primeira instância, mas a Quarta Seção da Corte de Apelação de Nápoles anularia a sentença em dezembro de 2012.
Antes da decisão, Lanese foi condenado juntamente com os árbitros envolvidos no escândalo (Massimo De Santis e Gianluca Paparesta) a pagar uma indenização de 500 mil euros à Federação Italiana de Futebol por danos à imagem da entidade.
Em março de 2015, o recurso da promotoria contra a absolvição do ex-árbitro foi considerado "inadmissível" pela Suprema Corte.

## Carreira política
Em 2008, foi candidato nas eleições regionais da Sicília pela União dos Democratas-Cristãos e de Centro (UDC) e recebeu 2 669 votos, mas não conseguiu ser eleito.

## Morte
Tullio Lanese morreu no dia 1 de março de 2025, aos 78 anos. A causa de seu falecimento não foi divulgada.